# Brookline, Massachusetts

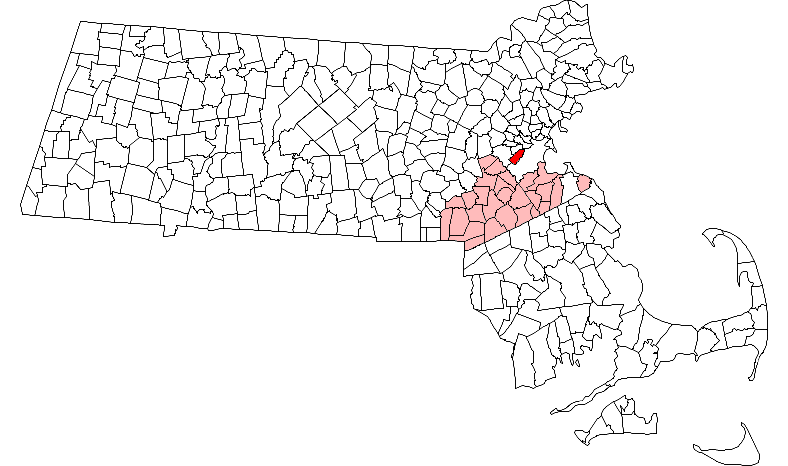
Lägeskarta.

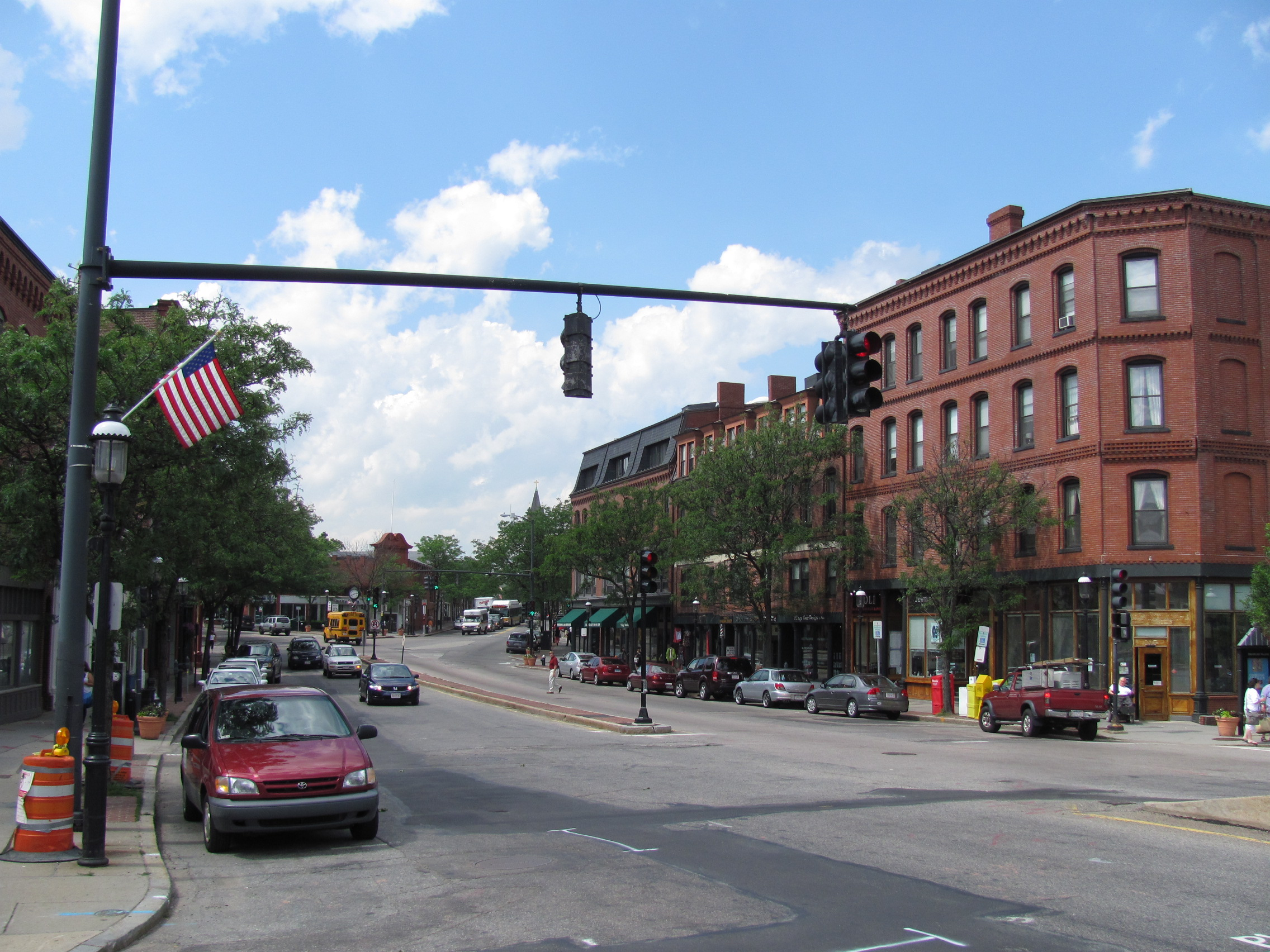
Washington Street och Harvard Street.

Brookline (officiellt namn Town of Brookline, ursprungligen Muddy River Hamlet), är en förortskommun (town) sydväst om Boston. Brookline ingår i Norfolk County i den amerikanska delstaten Massachusetts, sedan 13 november 1705.
År 2000 hade Brookline 57 107 invånare, varav 81,1 procent var vita, 2,7 procent svarta, 0,1 procent indianer och 12,8 procent asiater.

## Kända personer från Brookline
- John F. Kennedy, USA:s 35:e president
- Robert F. Kennedy, USA:s justitieminister 1961-1964
- Conan O’Brien, komiker och talkshowvärd
- Francis Ouimet, golfspelare